# Milionia websteri
Milionia websteri là một loài bướm đêm trong họ Geometridae.